# Azmour
Ne doit pas être confondu avec Azemmour.
Azmour (arabe : أزمور) est une ville tunisienne située dans la péninsule du cap Bon, à une centaine de kilomètres de Tunis. La ville est délimitée au nord par El Haouaria, au sud par Kélibia, à l'est par Hammam Ghezèze et à l'ouest par Menzel Temime.
Rattachée au gouvernorat de Nabeul, elle constitue une municipalité (créée par le décret no 640 du 23 avril 1985 sur 4 500 hectares) comptant 5 054 habitants en 2014.

## Économie
Azmour vit de la culture de l'olivier et de l'extraction de l'huile d'olive. De là, elle tire son nom berbère azemmur (ⴰⵣⵎⵎⵓⵔ) qui signifie « olivier ».

## Culture
La ville a accueilli le festival de Sidi Maâouia Echêref du 5 au 7 août 2003. Elle dispose d'une bibliothèque publique.

## Éducation
En matière d'éducation, Azmour est équipée d'un collège, d'une école primaire et d'un jardin d'enfants.

## Sport
Azmour abrite une maison des jeunes, destinée au divertissement et à la pratique de diverses activités artistiques et sportives, dont un club de karaté. Elle dispose aussi d'un terrain de football et un terrain de volley-ball.